# Aleta Baun

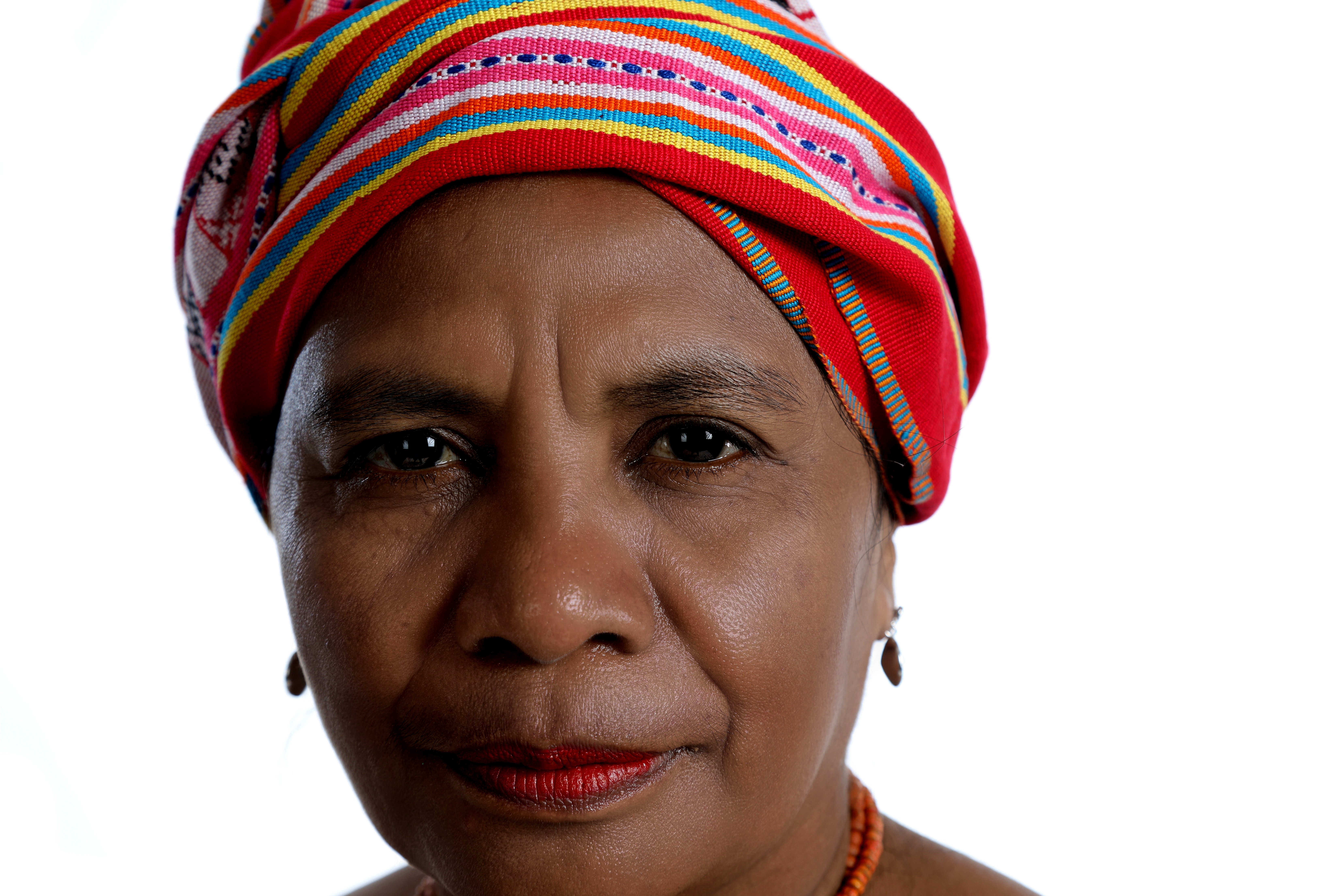
Aleta Baun em 2017.

Aleta Baun é uma activista ambiental indonésia. Ela foi descrita como o Avatar indonésio.
Ela ganhou o Prémio Ambiental Goldman de 2013 por organizar centenas de aldeões locais para ocupar pacificamente os locais de mineração de mármore em “protestos teciduais ”, para impedir a destruição de terras florestais sagradas na Montanha Mutis, na ilha de Timor.
Líder do povo indígena Mollo, ela nasceu numa família de agricultores. Tendo perdido a sua mãe numa idade jovem, ela foi criada por outras mulheres e idosos da aldeia que a ensinaram a respeitar o meio ambiente como fonte da sua identidade espiritual e sustento. Como líder da comunidade que compartilha conhecimento tradicional, ela acabou por se tornar conhecida como “Mama Aleta”.
O trabalho de Mama Aleta fez dela um alvo para os interesses mineiros e para as autoridades locais, que colocaram um preço sobre a sua cabeça. Depois de sobreviver a uma tentativa de assassinato, Mama Aleta escondeu-se na floresta com o seu bebé.
Apesar da intimidação, Mama Aleta fez com que o movimento incluísse centenas de moradores. Isso culminou numa ocupação de tecelagem, onde 150 mulheres passaram um ano sentadas nas rochas de mármore no local da mineração, tecendo silenciosamente as suas roupas tradicionais em protesto. Como as mulheres eram tradicionalmente responsáveis por obter alimentos, tintas e remédios das montanhas, a mineração nessas montanhas teria impactado directamente os seus meios de subsistência. Enquanto as mulheres protestavam na mina, os homens forneciam apoio doméstico em casa, cozinhando, limpando e cuidando das crianças.
Diante da presença pacífica e sustentada dos moradores, a mineração de mármore tornou-se um empreendimento cada vez mais insustentável para as empresas envolvidas. A consciência pública sobre a ocupação da tecelagem estava a crescer e os funcionários do governo indonésio perceberam. Em 2010, as empresas de mineração, numa reacção à pressão, interromperam a mineração em todos os quatro locais dentro dos territórios Mollo e abandonaram as suas operações.
Mama Aleta actualmente ajuda comunidades em todo o Timor Ocidental a mapear as suas florestas tradicionais. Ela trabalha com segurança hídrica e gestão de recursos naturais de povos indígenas e direitos de terra. Ela disse ao Jakarta Post: “Queremos especialmente conservar a região a montante do nosso território porque é um divisor de águas para toda a ilha. Estamos a considerar um título conjunto para as nossas três comunidades e a colocar a terra sob propriedade colectiva das comunidades ”. Para ajudar nisso, ela formou-se em direito em 2011 pela Universitas Tritunggal Surabaya.